# عدنان شانسيس
عدنان شانسيس مغني وممثل تركي (بالتركية: Adnan Şenses)‏ (مواليد 21 أغسطس 1935 في بورصة - الوفاة 25 ديسمبر 2013)، بدأ مسيرته الفنية عام 1956. كان متخصصاً بالموسيقى التركية الكلاسيكية.

## حياته
ولد عدنان شانسيس في مدينة بورصة التركية سنة 1935 وبدأ دراسته الأبتدائية في أنقرة حيثُ كان يعمل والده بوظيفة حكومية، ثم أكمل دراسته في مدينة الفاتح في إسطنبول. بدأ رحلته الفنية من الغناء وذلك سنة 1956، وذلك في راديو أنقرة حيثُ خدم هناك 16 سنة. ليظهر بعدها على كبرى مسارح الموسيقى. وخلال ذلك نشط في مجال التمثيل، ليقوم بتمثيل 47 فيلماً بالسينما التركية. كما أنه أصدر 29 ألبوم.

## وفاته
توفي شانسيس عن عمر 78 عاماً وذلك سنة 2013، بعد انتشار السرطان في جسده الذي بدأ في معدته قبل 3 سنوات من وفاته. أُدخل شانسيس المستشفى قبل أسبوعين من وفاته، حيثُ تدهورت صحته بشكلٍ كبير.

## أفلامه
- 1960 Fakir Şarkıcı
- 1961 Ümitsiz Bekleyiş
- 1961 Minnoş
- 1961 Gönlüm Yaralı
- 1963 Avare Şoför
- 1964 Şu Kızların Elinden
- 1964 On Korkusuz Adam
- 1964 Anlatamam Utanırım
- 1965 Şıngırdak Melahat
- 1965 Melek Yüzlü Caniler
- 1965 Dağ Çiçeği
- 1966 Seni Bekleyeceğim
- 1966 Çılgın Gençlik
- 1966 Boğaziçi Şarkısı
- 1970 Çileli Bülbül
- 1971 Senede Bir Gün
- 1972 Cesurlar
- 1972 O Ağacın Altında
- 1973 Elbet Birgün Buluşacağız
- 1974 Eski Kurtlar
- 1975 Ah Nerede Vah Nerede
- 1977 Yansın Bu Dünya
- 1985 Çalınan Hayat
- 1986 Karım Beni Aldatırsa
- 1984 Gönlüm ve Ben